# ハミルトン郡 (ニューヨーク州)
ハミルトン郡（英: Hamilton County）は、アメリカ合衆国ニューヨーク州の中央部に位置する郡である。2010年国勢調査での人口は4,836人であり、2000年の5,379 人から10.1%減少した。ニューヨーク州62郡の中で人口最少であり、人口密度は3人/平方マイル (1人/km²) を超えた程度とアメリカ合衆国東半分では最も人口密度が低いハミルトン郡より人口密度が低く最も東にある郡は、テキサス州南部のケネディ郡である）。郡庁所在地はハムレット（法人化されていない小集落）であるレイクプレザントである。郡名はアレクサンダー・ハミルトンに因んで名付けられた。ハミルトンは1787年にアメリカ合衆国憲法に署名した中では唯一のニューヨーク州代表であり、後に初代アメリカ合衆国財務長官になった。ハミルトン郡はエセックス郡と共にアディロンダック公園の中に全体が入っている。郡内に恒久的な交通信号は無い。

## 歴史
1816年4月12日、モンゴメリー郡から1,800平方マイル (4,700 km2) を分離して、ハミルトン郡が設立されたが、暫くは人口が少ないために政府組織が作られず、モンゴメリー郡に管理されていた。20年以上経過した1838年1月1日、自治政府を組織できるものと認められた。その組織化が終わったのはさらに10年近く経った1847年夏になってからだった。
1860年4月6日、フルトン郡のサカンダガ公園内の10平方マイル (26 km2) を分離してハミルトン郡に移管された。
1915年5月24日、ハミルトン郡とエセックス郡の間で領域の交換が行われた。ハミルトン郡からはインディアンレイクのためにフィッシングブルック山が譲渡された。ハミルトン郡は20平方マイル (52 km2) が増え、エセックス郡は30平方マイル (78 km2) 減った。この結果、ハミルトン郡の面積は1,830平方マイルになった (4,700 km2) 。
1860年にギルマンの町が解消された。当初の郡庁所在地はセイジビルにあり、現在はレイクプレザントの一部となっている。

## 地理

ハミルトン郡道路地図

ハミルトン郡はニューヨーク州北中部にあり、オールバニ市の北西に位置している。アディロンダック公園の中に全体が入っており、郡域の大半は公有公園地である。
アメリカ合衆国国勢調査局に拠れば、郡域全面積は1,808平方マイル (4,700 km2)であり、このうち陸地1,720平方マイル (4,500 km2)、水域は87平方マイル (230 km2)で水域率は4.84%である。
年間降雪量は100インチ (250 cm) になる。

### 空港
郡内には次の公共用途空港がある。
- ピエコ空港 (K09) – ピセコ
- ロングレイク・ヘルムズ水上機基地 (NY9) – ロングレイク
- ロングレイク・サガモア水上機基地 (K03) – ロングレイク

### 隣接する郡
- フランクリン郡 - 北東
- エセックス郡 - 北東
- ウォーレン郡 - 東
- サラトガ郡 - 南東
- フルトン郡 - 南
- ハーキマー郡 - 西
- セントローレンス郡 - 北西

## 人口動態
以下は2000年国勢調査による人口統計データである。
| 基礎データ - 人口: 5,379 人 - 世帯数: 2,362 世帯 - 家族数: 1,558 家族 - 人口密度: 1人/km2（3人/mi2） - 住居数: 7,965 軒 - 住居密度: 2軒/km2（5軒/mi2） 人種別人口構成（2008年時点） - 白人: 97.73% - アフリカン・アメリカン: 0.45% - ネイティブ・アメリカン: 0.26% - アジア人: 0.15% - 太平洋諸島系: 0.06% - その他の人種: 0.67% - 混血: 0.69% - ヒスパニック・ラテン系: 1.06% 先祖による構成 - アイルランド系：16.9% - ドイツ系：15.7% - イギリス系：15.2% - フランス系：10.9% - アメリカ人：7.3% - イタリア系：5.7% 言語による構成 - 英語：97.5% - フランス語：1.7% | 年齢別人口構成 - 18歳未満: 19.7% - 18-24歳: 5.2% - 25-44歳: 24.2% - 45-64歳: 30.9% - 65歳以上: 20.0% - 年齢の中央値: 45歳 - 性比（女性100人あたり男性の人口） - 総人口: 100.0 - 18歳以上: 99.4 世帯と家族（対世帯数） - 18歳未満の子供がいる: 23.6% - 結婚・同居している夫婦: 55.7% - 未婚・離婚・死別女性が世帯主: 6.7% - 非家族世帯: 34.0% - 単身世帯: 29.6% - 65歳以上の老人1人暮らし: 13.7% - 平均構成人数 - 世帯: 2.24人 - 家族: 2.74人 収入と家計 - 収入の中央値 - 世帯: 32,287米ドル - 家族: 39,676米ドル - 性別 - 男性: 29,177米ドル - 女性: 21,849米ドル - 人口1人あたり収入: 18,643米ドル - 貧困線以下 - 対人口: 10.4% - 対家族数: 6.0% - 18歳未満: 10.5% - 65歳以上: 8.7% |

## 政治
ハミルトン郡は州内でも一貫して共和党を支持する郡である。過去23回のアメリカ合衆国大統領選挙で、共和党候補が勝てなかったのは1964年のバリー・ゴールドウォーターのみであり、このときは州内で1郡も取れなかった。2008年では、ジョン・マケインが民主党のバラク・オバマに対して26.9%差で郡を制したが、オバマは州全体で逆に同じくらいの差をつけてマケインを制した。ハミルトン郡がマケインに与えた支持率差は州内最高だった。
```
2004年のアメリカ合衆国上院議員選挙では民主党現職のチャック・シューマーに対して、共和党候補のハワード・ミルズを支持した州内唯一の郡になった。2006年の州知事選挙でも共和党のジョン・ファソを支持し（民主党は当選した
エリオット・スピッツァー
）、同年の上院議員選挙では共和党のジョン・スペンサーを55.2%対42.1%で支持した（民主党は現職で当選した
ヒラリー・クリントン
）。2010年の州知事選挙では、当選者で民主党の
アンドリュー・クオモ
に対し、共和党のカール・パラディーノを支持した。州西部の郡を除けば、共和党候補を支持した数少ない郡の1つだった。
```

2012年の上院議員選挙は民主党のキルステン・ジリブランドが再選を求めた選挙だったが、このときはハミルトン郡も民主党を支持した。

## 町と村
- アリエッタ町
- ベンソン町
- ブルーマウンテンレイク（ハムレット）
- ホープ町
- インディアンレイク町
- インレット町
- レイクプレザント町
- レイクプレザント（ハムレット） - 郡庁所在地
- ロングレイク町
- ラケットレイク（ハムレット）
- モアハウス町
- サバティス（元はロングレイクウェスト、鉄道が廃線になったハムレット）
- スペキュレイター村
- ウェルズ町

## 教育
ハミルトン郡は2000年から2010年の間に人口が10.1%減少した。郡で働く住民の大型雇用主は観光業、政府、教育である。郡内にカレッジなど高等教育機関は無い。アディロンダック州立公園の中には、フランクリン郡のポール・スミス・カレッジとエセックス郡のノースカントリー・コミュニティカレッジがある。